# فول صويا معدل وراثيا

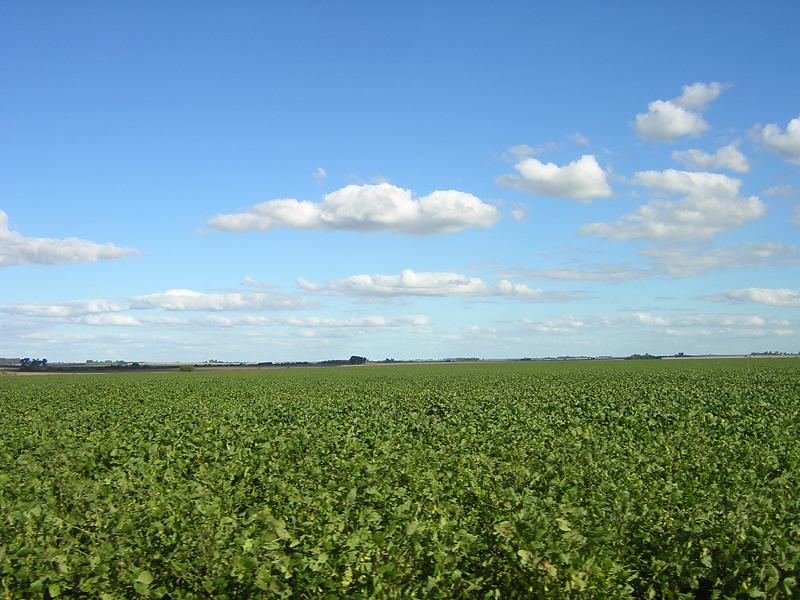

فول الصويا المعدل وراثيا (بالإنجليزية: Genetically modified soybean)‏ هي نباتات فول صويا تم إدخال مورثات إضافية إليها بشكل صناعي ومن مصادر غير جينوم فول. الصويا، ما كانت لتنتقل إلى فول الصويا بشكل طبيعي. كبقية حالات النباتات المعدلة وراثياً، أحدثت هذه التغييرات بهدف إدخال مقاومة لمبيد أعشاب معين (مثل فول الصويا المقاوم لراوند أب (بالإنجليزية: Roundup Ready Soybean)‏) أو لإنتاج زيت فول صويا بخواص محسنة. فول الصويا المعدل وراثياً محصول اقتصادي مهم جداً في الولايات المتحدة وكندا والأرجنتين والبرازيل. أطهرت الإحصاءات أن 85% من محصول فول الصويا في الولايات المتحدة و98% من نفس المحصول في الأرجنتين هي من فول الصويا المقاوم لراوند أب.